# Église Saint-Martin de Gouzon
Pour les articles homonymes, voir Église Saint-Martin.
L'église Saint-Martin est une église catholique située à Gouzon, dans le département de la Creuse, en France.

## Historique
La ville de Gouzon était une seigneurie importante ayant des privilèges depuis 1279. C'était une ville munie d'une enceinte et en faisait un des bourgs les plus importants des Combrailles.
La ville possédait deux églises sur la place principale :
- l'église paroissiale Saint-Martin,
- la chapelle Notre-Dame qui dépendait de prieuré de Lesterps. Le prieuré s'est implanté à Gouzon à la fin du XIe siècle ou au XIIe siècle. La chapelle était qualifiée de chapelle rurale dans le pouillé du diocèse.

La chapelle Notre-Dame a dû être construite au XIVe siècle. La chapelle a été surélevée de 5 mètres à une époque indéterminée.

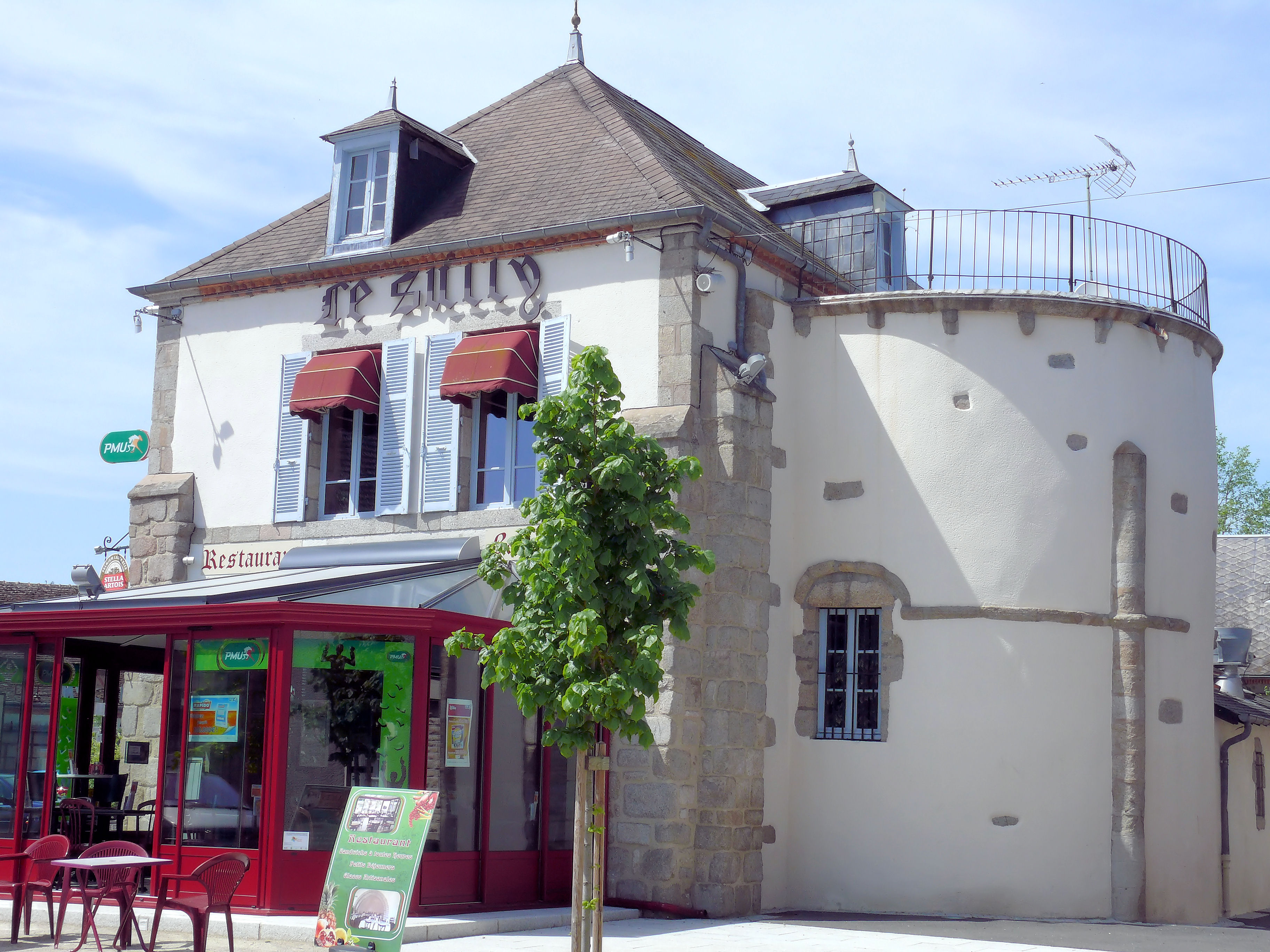
L'ancienne église Saint-Martin transformée en restaurant.

La chapelle reprenait le plan des chapelles de templiers construits dans le Limousin, comme celle de Blaudeix : église de plan rectangulaire à nef unique de trois travées proches du carré avec des voûtes à liernes. Elle est munie de deux portails de type limousin. Celui situé côté occidental est surmonté d'une rosace.
En 1820 le conseil municipal décide de transférer la paroisse «dans la spacieuse chapelle située sur la grande place». Depuis le début du XIXe siècle elle servait de prison dans laquelle on avait fait des travaux en 1805.

Pour transférer les activités paroissiales de l'ancienne église Saint-Martin, actuel restaurant Sully, à la nouvelle, il était nécessaire d'y faire des travaux.
Des devis sont présentés en 1824. Ils montrent que l'abside demi-circulaire a été construite à ce moment-là «de manière à laisser à la nef la longueur entière de l'ancienne chapelle», ainsi que la chapelle supplémentaire construite côté nord, en position de faux transept. Une ouverture est pratiquée dans la façade pour pouvoir monter des cloches dans l'église.
Les travaux sont terminés en 1828.
L'église est inscrite au titre des monuments historiques par arrêté du 1er mai 1933.
L'ancienne église Saint-Martin devint alors la nouvelle prison avant d'être transformée successivement en école, banque et finalement restaurant. On peut encore voir l'ancienne abside semi-circulaire à l'est et des contreforts à l'ouest.

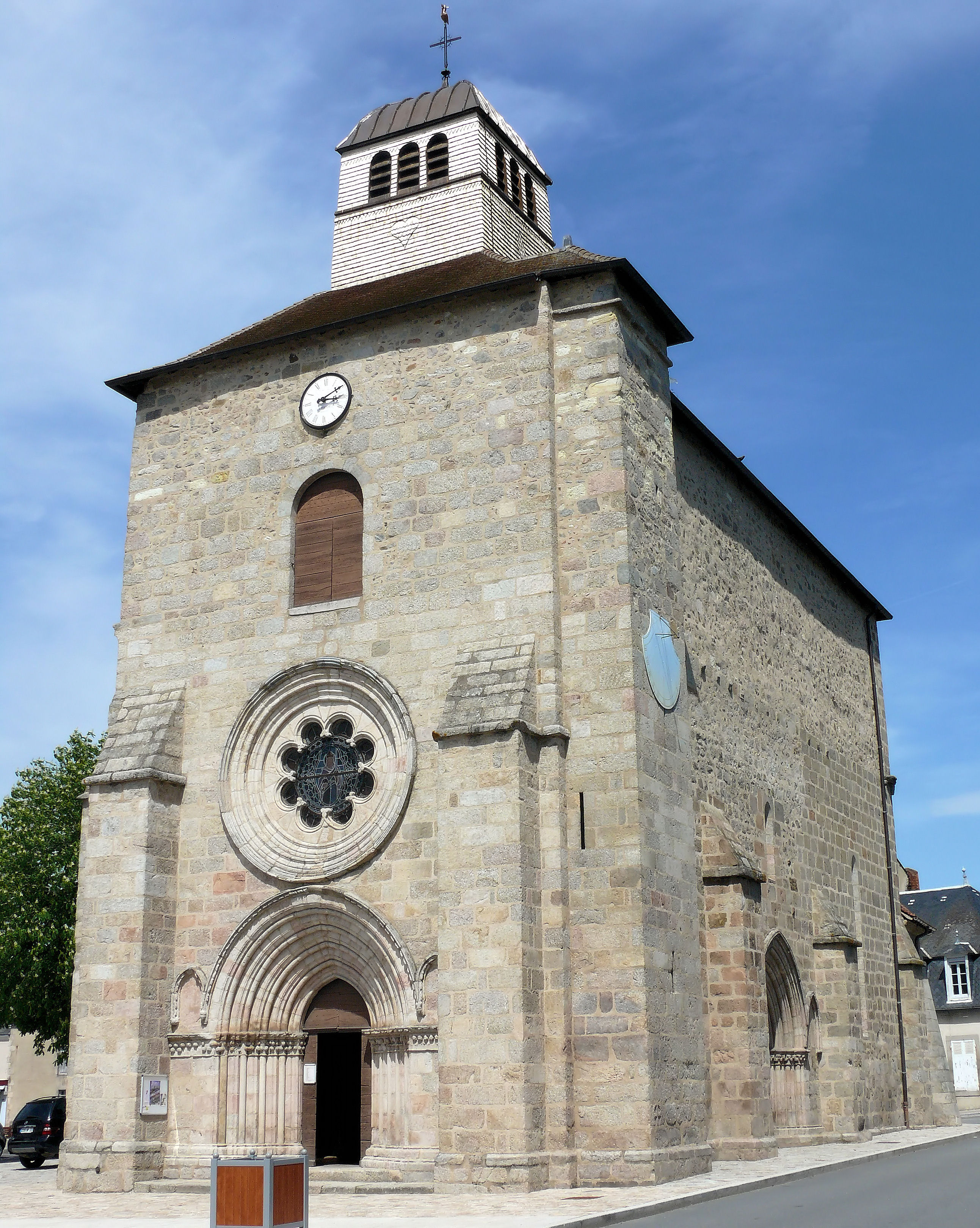
Vue d'ensemble avec les deux portails.
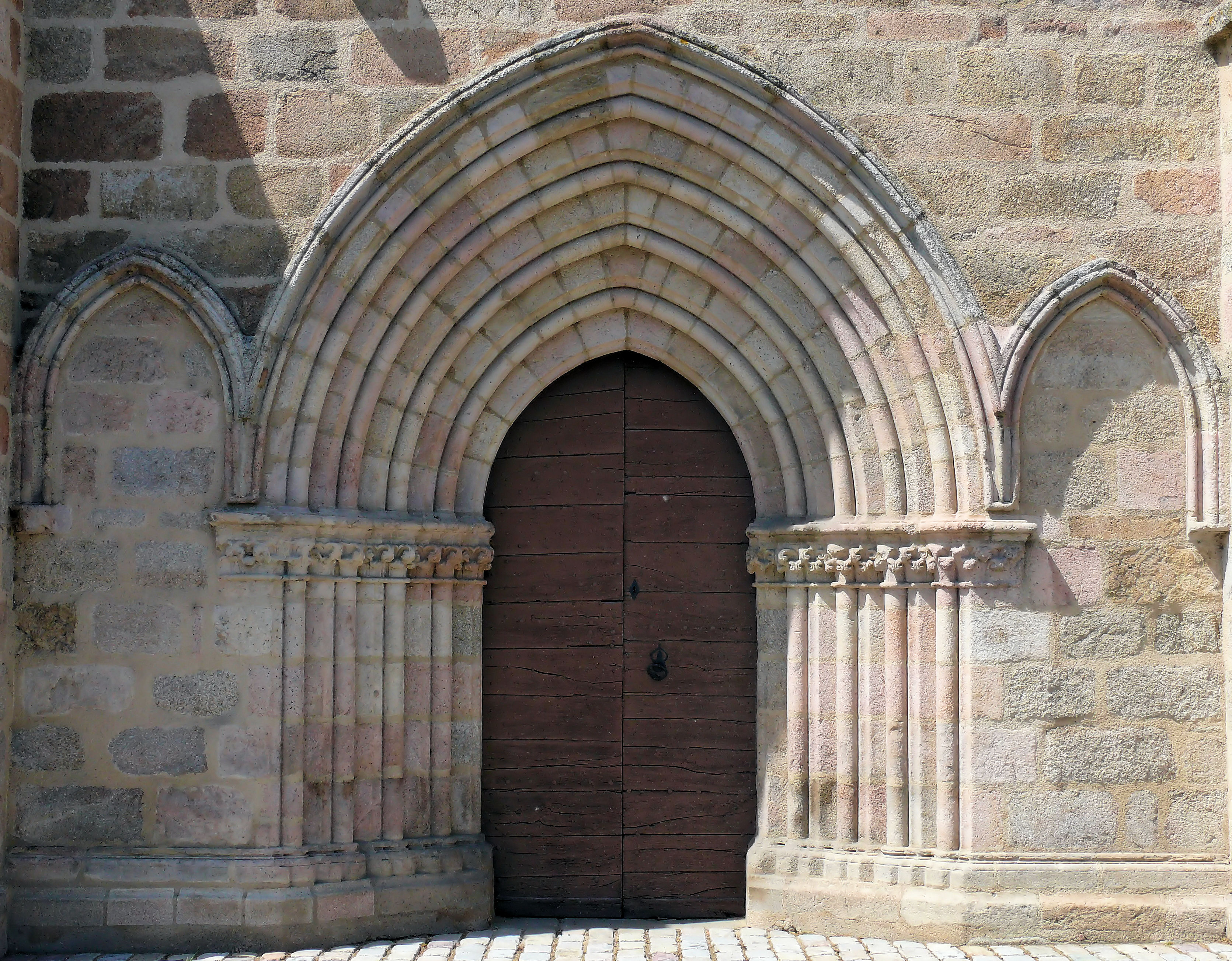
Portail de type limousin.
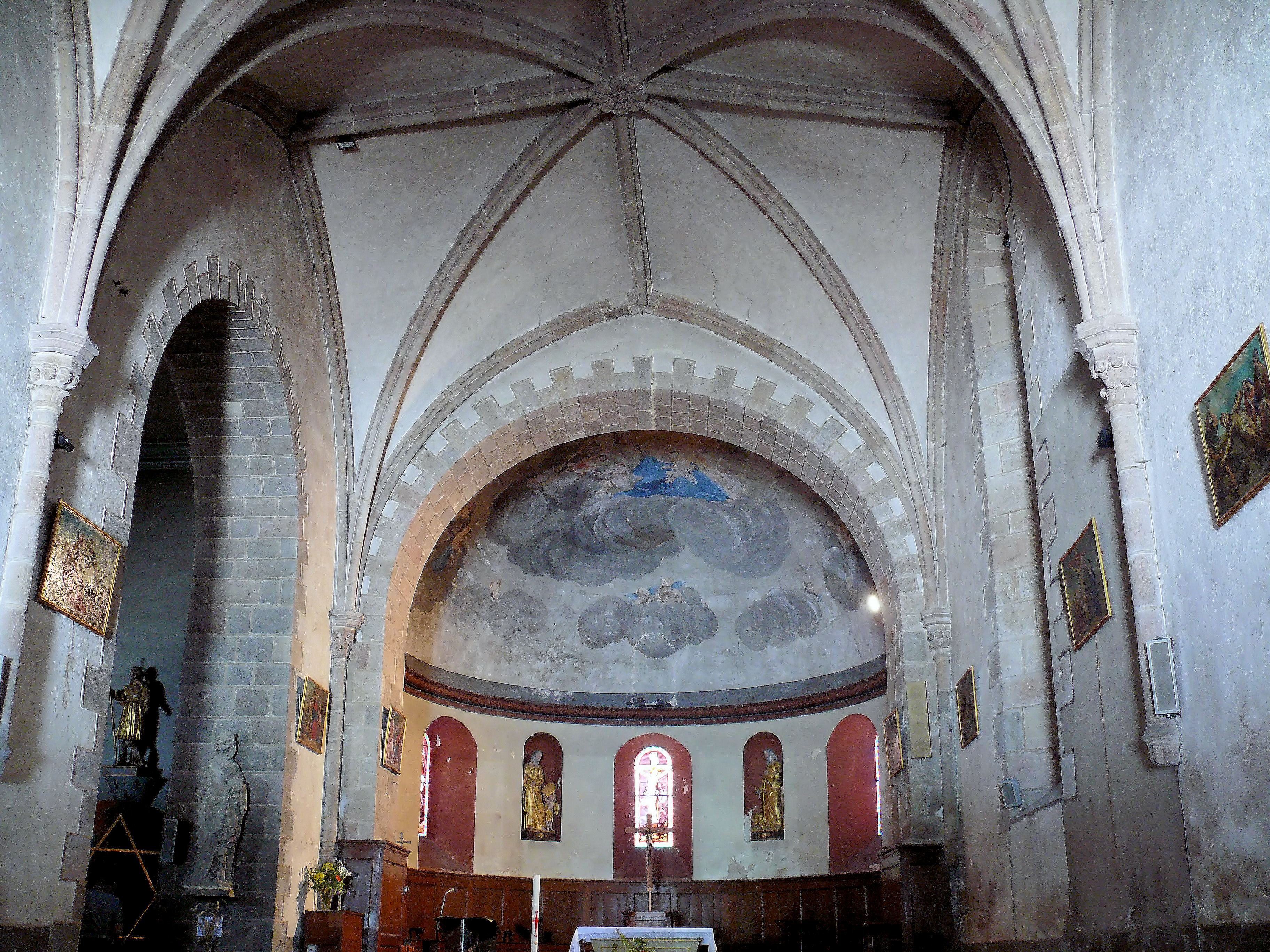
La nef et l'abside ajoutée en 1824-1828.